# Еврика (фільм)
Еврика (англ. Eureka) — американо-британський трилер 1983 року.

## Сюжет
Золотошукач Джек Макканн, після довгих років пошуку стає одним з найбагатших людей у світі, коли знаходить родовище золота в 1925 році. Кілька років потому, в 1945, він живе на розкішному карибському острові, яким володіє. Але багатство не приносить йому душевного спокою. Йому важко ладнати з дружиною, що спивається, і дочкою, що одружилася з кар'єристом. Його життя заплутане нав'язливими ідеями про те, що всі хочуть заволодіти його богатством. На додаток, до острова проявляє цікавість мафія, яка хоче побудувати казино.

## У ролях
| Актор               | Роль               |
| ------------------- | ------------------ |
| Джин Гекмен         | Джек Макканн       |
| Тереза Расселл      | Трейсі             |
| Рутгер Гауер        | Клод Майо Ван Горн |
| Джейн Лапотейр      | Гелен Макканн      |
| Міккі Рурк          | Ауреліо Д'Амато    |
| Ед Лотер            | Чарльз Перкінс     |
| Джо Пеші            | Майакофскі         |
| Гелена Калліаніотес | Фріда              |
| Каван Кендалл       | П'єр де Валуа      |
| Корін Редгрейв      | Ворслі             |
| Джо Спінелл         | Піт                |
| Френк Пеше          | Стефано            |